# NGC 3152
NGC 3152 este o galaxie lenticulară situată în constelația Leul Mic. A fost descoperită în 27 martie 1854 de către William Parsons, 3rd Earl of Rosse⁠(d).